# 606 (číslo)
Šest set šest je přirozené číslo. Následuje po čísle šest set pět a předchází číslu šest set sedm. Římskými číslicemi se zapisuje DCVI a řeckými číslicemi χς.

## Matematika
606 je:
- Abundantní číslo
- Složené číslo
- Nešťastné číslo

## Astronomie
- (606) Brangäne je planetka hlavního pásu, kterou objevil v roce 1906 August Kopff

## Roky
- 606
- 606 př. n. l.